# شهید اول
شیخ شمس الدین محمد بن مکی بن احمد عاملی نبطی جزینی معروف به شهید اول (۷۸۶–۷۳۴هق) مشهور به افقه الفقهاء، امام الاعظم از فقهای مشهور شیعه در قرن هشتم هجری قمری است. مهم‌ترین کتاب وی در فقه لمعه دمشقیه است که شروح متعددی بر آن نوشته شده‌است.

## زندگی‌نامه
ابوعبدالله مکی عاملی در سال ۷۳۴ هجری قمری، برابر ۷۱۲هجری خورشیدی در جزین در جنوب جبل عامل لبنان زاده شده‌است. به همین خاطر به وی لقب جزینی نیز داده‌اند. همسرش ام علی دختر اسدالدین صائغ، دختر عموی پدرش بوده‌است. از شهید اول سه فرزند پسر و یک فرزند دختر بر جای مانده‌است که نام‌هایشان بدین قرار است:
- شیخ رضی الدین ابوطالب محمد
- شیخ ضیاء الدین ابوالقاسم علی
- ابومنصور حسن
- فاطمه ملقب به شیخه و سیده راویان و از بانوان فقیهه تاریخ اسلام است.

همه فرزندان شهید اول از وی و از شخصی بنام سید تاج الدین معیه اجازه روایت داشته‌اند.
وی در سال ۷۸۶ هجری قمری، برابر ۷۶۳ هجری خورشیدی، در دمشق به جرم شیعه بودن کشته شد.

## استادان
او از استادان بسیاری، مانند فخر المحققین پسر علامه حلی و سیّد ضیاءالدین عبدالله حلی و سید عمید الدین بن عبد المطلب حلی، آموزش دید. شهید اول به خاطر سفرهای مختلفی که به شهرهای گوناگون داشته‌است توانسته‌است از استادان گوناگونی بهره ببرد. بعضی از استادان وی بدین قرارند:
- پدرش جمال الدین
- اسدالدین صائغ
- فخرالمحققین
- ابن معیه
- عمیدالدین عمیدی
- سید ضیاء الدین عبدالله حسینی
- شیخ قطب الدین ابوجعفر محمد یکی از بزرگ‌ترین شاگردان علامه حلی
- برهان الدین جعبری

## شاگردان
شهید اول توانست شاگردان زیادی را تربیت کند. برخی از آن‌ها علاوه بر فرزندان وی از این قرارند:
- ابن اعرج
- شیخ عبدالرحمن عتائقی
- فاضل سیوری حلی
- علی ابن حسن خازن[۱]

## ماجرای شهادت
شهید اول در نشست‌های اهل سنّت و مراکز علمی آنان حضور می‌یافت. برخی عالمان دینی به وی اتهام ارتداد زده و طوماری را علیه وی امضا کردند و در دادگاهی علی‌رغم انکار و تکذیب از جانب وی، وی را به اعدام محکوم کردند. شهید اول با وضع دلخراشی در روز پنج شنبه نهم جمادی‌الاولی سال ۷۸۶ هجری (۱۷ تیر ۷۶۳ هجری شمسی) - در عهد سلطنت برقوق - به فتوای قاضی برهان الدین مالکی و تأیید عباد بن جماعه شافعی در میدان قلعه دمشق با شمشیر کشته‌شد. جسدش را به دار آویختند و تا عصر آن روز سنگباران کردند. سپس جسد را از دار پایین آورده و آتش زدند و خاکسترش را به باد دادند.
او کتاب‌های زیادی را در علوم اسلامی نوشته‌است و از جمله کتاب‌های معروف او در فقه، کتاب (به عربی: اللمعة الدمشقیة) است. این کتاب از گذشته تا به حال جزو کتاب‌های درسی در حوزه‌های علمیه شیعی بوده‌است. او به تألیف کتابهای مهمی مانند ذکری الشیعه، الدروس الشرعیّه، غایه المراد، و اللمعه الدمشقیه پرداخته که کتاب اخیر را به در خواست شمس الدین محمد آوی از یاران سلطان علی بن مؤید آخرین حاکم سربداران خراسان و برای شیعیان آن خطّه به نگارش درآورد.
مشهور است او این کتاب را در زندان دمشق تألیف کرده‌است. همچنین گفته‌اند: مرکب او در کتابت این کتاب خون بدنش بوده.
علامه امینی در کتاب «شهداء الفضیله» زندگانی ۱۳۰ نفر از علمای شیعه، از قرن چهارم هجری تا عصر خویش را گرد آورده‌است که چهل نفر آنها قبل از شهید اول کشته‌شده‌اند در عین حال این شخصیت بود که به شهید اول معروف شد. علت این نامگذاری و شهرت به شهید اول این است که جزینی از شخصیت‌های طراز اول علمای شیعه بوده و تا آن زمان سابقه نداشته که چنین افرادی را با آن وضع دلخراش به قتل برسانند.

## دیدگاه‌های سیاسی
با توجه به این که اندیشه سیاسی مبتنی بر امور بنیادینی است که متکی بر آنها و با تجربه اوضاع اجتماعی معاصر اندیشه به تدوین می‌رسد شهید اول مبتنی بر این وضعیت به پاسخ گوئی معضلات فرهنگی و دینی زمانه خود پرداخت.
بنابراین ابتدا به رابطه عقل و شرع و نوع مواجههٔ احکام آنها با یکدیگر توجه شده و سپس دانش فقهی از نظر ولایت و اقتدار واجد آن بر امور حکومتی در عصر غیبت مورد بررسی قرار گرفت. اصل ضرورت حکومت در هر دوره‌ای و به ویژه دوران غیبت و خاستگاه این حکومت و حق حاکمیت مردم مطالعه شد.
البته او نیز مانند بیشتر فقهای شیعه ولایتی در حد امور حسبه برای فقها قائل است و احکام مربوط به حدود و جهاد را در دوران غیبت تعطیل می‌داند.
به نظر وی احکام اسلامی برای از بین بردن ظلم و ایجاد عدالت است و این جز به دست امام معصوم ممکن نیست و سپردن این امور به دست غیر معصوم در دوران غیبت حرام است.
ملزومات که شامل قضاوت وشرایط عزل قاضی در بخش بعدی مورد توجه قرار گرفته و در کار ویژه به مناصب عمدهٔ فقیه نظیر افتاء، قضاوت و اجرای احکام انتظامی اسلام و سایر اختیارات او بمانند تصرف در امور مالی و اقامه نماز جمعه می‌پردازد.
شهید اول سیاست را در قضاوت و متعلقات آن دیده که این خود نشان دهندهٔ آن است که وی قضاوت را منصبی در حد حلّ و فصل دعاوی دیده و قاضی امکان تصدی بسیاری از مسؤولیت‌های سیاسی اجتماعی را ندارد. نکته دیگری که شهید اول آن را مبسوط و عمیق مورد مطالعه قرار داده، شرایط عزل قاضی است که هرگاه شخص از طرف امام معصوم منصوب باشد؛ قضاوت بر او واجب عینی است و در مورد صلاحیت، هر گاه امام نسبت به فرمانروای مأذون و منصوب خود تردید کرد یا فردی را کامل تر از حاکم فعلی یافت یا کمبودی در مقبولیت عمومی حاکم فعلی مشاهده کرد می‌تواند وی را عزل کند. در غیر این صورت و در زمان غیبت بر تمام فقها واجب کفایی است و کسی نمی‌تواند قاضی را طبق میل خویش و بدون در نظر گرفتن مصالح عمومی و جانشین مناسب، عزل نماید و رفتاری غیرمجاز تلقی می‌شود.
فرد و دولت و روابط متقابل آنها بخش دیگری است که در آن به جایگاه فرد در نظام سیاسی توجه شده‌است و علاوه بر نقش حمایتی فرد که سایر فقها بدان اشاره کرده‌اند سهم فرد در نصب و عزل کارگزاران نظام سیاسی و فرمانروایان در صورت نارضایتی مردم از آنان که توسط امام انجام می‌پذیرد مورد توجه جدی قرار گرفته‌است.
شهید اول نقش مشارکتی فرد را در اداره امور عمومی و حکومتی در صورت فقدان حاکم مهم تلقی کرده و به دلیل محوری بودن مقولهٔ مصالح عمومی در نظام سیاسی مسلمانان، تعطیلی و توقف آن را مجاز نمی‌بیند. البته شرط عدالت در این افراد، مشکل احتمال در مخاطره قرار گرفتن مصالح عمومی را منتفی می‌سازد.
حکومت نامطلوب بخش دوم انواع حکومتها تلقی شده که در آن، فرد بایستی از تبعیت و حمایت آن اجتناب نموده و آن را بر امام و نایبان وی ترجیح ندهد. زندگی در قلمروی چنین حکومتی، هرگاه به قصد جلب منافع مادی یا دوستی با حاکم جائر به برقراری ارتباط با آن بپردازد ناپسند و مذموم تلقی می‌شود و شیوه زیست مناسب و مطلوب در این قلمرو به شکل تقیه برای حفظ امنیت جانی و مالی می‌باشد.
همچنین در راهکارهای حکومتی و همکاری سیاسی اجتماعی با حکومت جور، پذیرش ولایت از جانب حاکم جائر در جهت امر به معروف و نهی از منکر، بر اعتبار فقاهت و اجتهاد فرد تأکید شده و سایرین مجاز به این همکاری نمی‌باشند.

## تألیفات
به‌عقیدهٔ برخی، یکی از مهم‌ترین کتب شهید اول همان لمعه دمشقیه است. این کتاب در بردارنده تمام باب‌های فقهی به صورت ایجاز است و در آن استدلال‌های زیادی به کار رفته‌است. این کتاب چهار سال قبل از کشته‌شدن شهید اول نگاشته شده‌است. شیخ حر عاملی می‌گوید که شهید اول این کتاب را در حبس پیش از کشته‌شدن نگاشته‌است. علی دوانی می‌گوید وی کتاب لمعه را برای علی ابن موید، آخرین پادشاه سربداران نوشته‌است.
1. اختصار الجعفر
2. الاربعون حدیثا
3. الاربعون مسئله
4. الاعتقادیه
5. الالفیة فی فقه الصلوة
6. الباقیات الصالحات.
7. البیان در فقه (مطبوع)
8. التکلیف یا تکلیفیه
9. جامع البین یا الجامع بین شرحی الاخوین
10. حاشیه شرح ارشاد علا مه حلی که نامش (غایة المراد فی شرح نکت الارشاد) می‌باشد.
11. حاشیه قواعد علا مه
12. خلاصة الاعتبار فی الحج و الاعتمار
13. الدروس الشرعیه فی فقه الامامیه (مطبوع)
14. الذکری در فقه امامیه (مطبوع)
15. القواعد الکلیه فی الاصول و الفروع، که به (قواعد شهید) معروف است.
16. اللمعة الدمشقیه که جز کتابهای درسی حوزه علمیه‌است.
17. مجامیع ثلثه در سه مجلد.
18. النفلیه که با الفوائد المکیه که شرح شهید ثانی بر همان کتاب می‌باشد.
19. المزار.
20. المسائل، که به (مسائل ابن مکی) معروف است.